# Monmu Tennō
Monmu Tennō (文武天皇?) (683 – 18 de junio de 707) fue el 42° cuadragésimo segundo emperador del Japón en aparecer en la lista tradicional de Emperadores. Fue nieto del Tenmu Tennō y la Emperatriz Jitō. Cuando su padre, el Príncipe de la Corona Kusakabe murió, sólo tenía seis años de edad. Llegó al trono en 697 y reinó hasta su muerte por enfermedad en 707, en ese punto fue sucedido por su madre la Emperatriz Genmei. Tuvo un hijo con Fujiwara no Miyako, una hija de Fujiwara no Fuhito; y que se llamó Obito no miko (Príncipe Obito), y que finalmente se convertiría en el Emperador Shōmu.